# Listă de personalități din Kiev

Emblema Kievului

Această pagină conține o listă cronologică de personalități născute în Kiev.
Dacă nu este precizată etnia unei persoane, se subînțelege că acesta este ucraineană.
- Anna de Kiev (c. 1030 – 1075), soția lui Henric I al Franței;
- Alexander von Bunge (1803 - 1890), botanist rus;
- Nikolai Berdiaev (1874 - 1948), filozof rus;
- Tatiana Afanasieva (1876 - 1964), matematician;
- Dmitri Jloba (1887 - 1928), comandant militar rus;
- Pavel Dîbenko (1889 - 1938), revoluționar rus;
- Alexandr Vertinski (1889 - 1957), cântăreț, artist de cabaret;
- Mihail Bulgakov (1891 - 1940), scriitor;
- Ilia Ehrenburg (1891 - 1967), scriitor evreu;
- André Grabar⁠(d) (1896 - 1990), istoric de artă;
- Vladimir Agatov (1901 - 1966), scriitor rus;
- Serghei Lifar⁠(d) (1905 - 1986), coregraf;
- Efraim Kațir (1916 - 2009), om de știință evreu, președinte al Israelului în perioada 1973 - 1978;
- Ian Frenkel (1920 - 1989), compozitor rus;
- Leonid Bronevoi⁠(d) (1928 – 2017), actor;
- Anatoli Bîșoveț (n. 1946), fotbalist, antrenor;
- Serhii Pirojkov (n. 1948), om de știință, om politic;
- Oleg Blohin (n. 1952), fotbalist;
- Serhii Kot (1958 - 2022), istoric;
- Heorhii Pohosov (n. 1960), scrimer;
- Serhii Holubîțkîi (n. 1969), scrimer;
- Katia Petrovskaia (n. 1970), scriitoare, jurnalistă;
- Vadîm Hutțait (n. 1971), scrimer;
- Vitalij Kuprij (1974 - 2024), muzician;
- Milla Jovovich (n. 1975), designer de modă în SUA;
- Jan Koum (n. 1976), om de afaceri american;
- Haitana (n. 1979), cântăreață;
- Ana Layevska (n. 1982), actriță;
- Elena Baltacha (n. 1983), tenismenă britanică;
- Anastasia Prîhodko (n. 1987), cântăreață;
- Nadja Nadgornaja (n. 1988), handbalistă germană;
- Jan Beleniuk (n. 1991), sportiv (lupte greco-romane);
- Iaroslava Burlacenko (n. 1992), handbalistă;
- Daria Bilodid (n. 2000), judocană;
- Marta Kostiuk (n. 2002), tenismenă;
- Iulian Boiko (n. 2005), jucător de snooker.